# Shitan, Zengcheng
Shitan (kinesiska: 石滩) är en köping i sydöstra Kina. Den ligger i stadsdistriktet Zengcheng i provinshuvudstaden Guangzhou i provinsen Guangdong, omkring 53 kilometer öster om centrala Guangzhou. Antalet invånare är 121 674. Befolkningen består av 57 371 kvinnor och 64 303 män. Barn under 15 år utgör 15,0 %, vuxna 15-64 år 76 %, och äldre över 65 år 7,0 %.